# Corsicaanse boomklever
De Corsicaanse boomklever (Sitta whiteheadi) is een oscine zangvogel die endemisch is op het eiland Corsica waar hij broedt in hellingbossen begroeid met de Corsicaanse den.

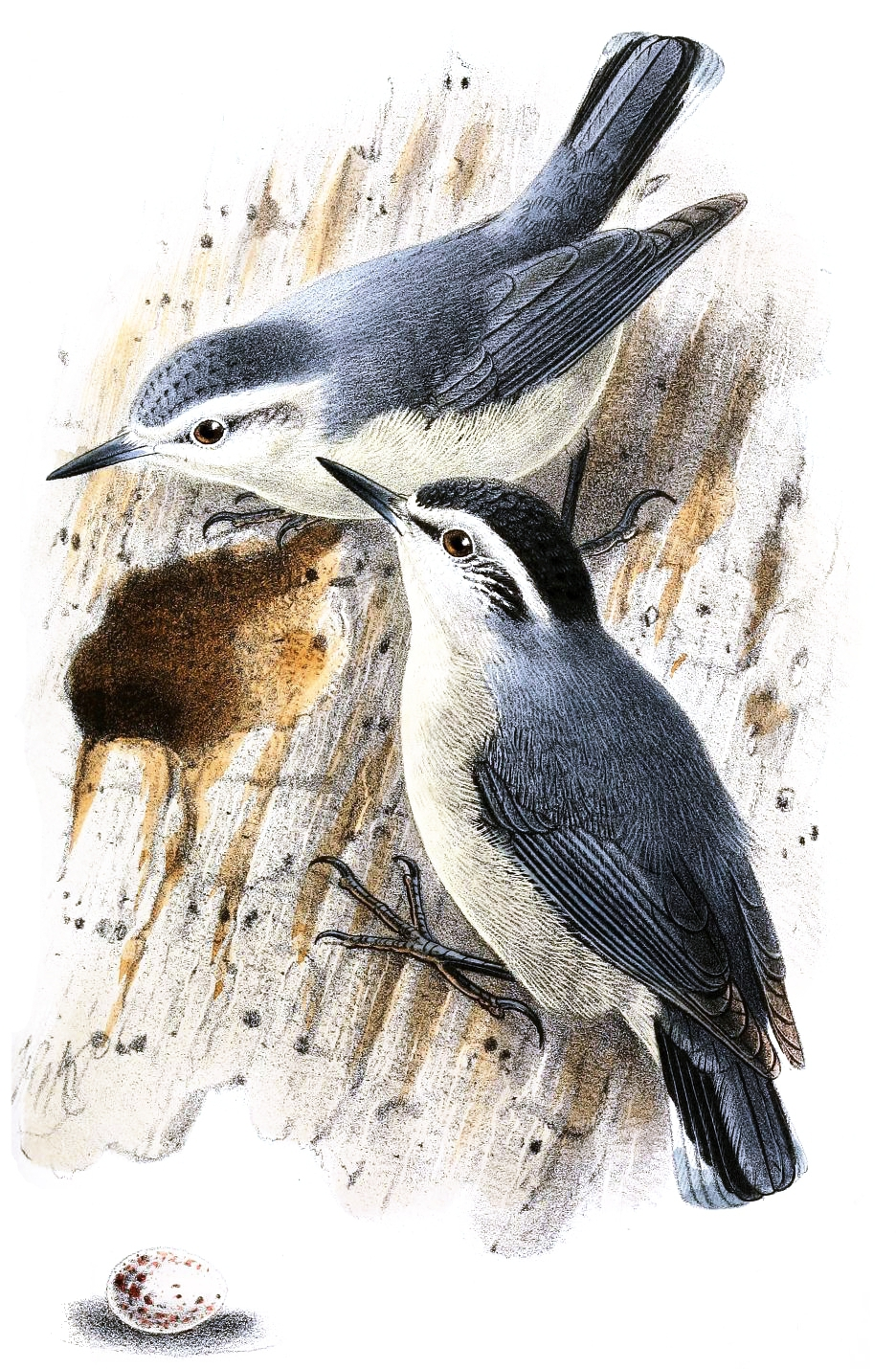
Illustratie van de Corsicaanse boomklever gemaakt door John Gerrard Keulemans

## Kenmerken
De Coriscaanse boomklever lijkt wat op de boomklever, hij is kleiner (11-12 cm) dan de gewone boomklever (12-14,5 cm), heeft een kortere snavel, een kleine kop met een duidelijke zwarte oogstreep, daarboven een smalle witte wenkbrauwstreep en vervolgens een zwarte kruin (alleen het mannetje). De Corsicaanse boomklever verschilt nauwelijks van de Algerijnse boomklever. Het mannetje van de Algerijnse boomklever is minder zwart op de kruin en is wat "warmer" gekleurd op de buik.

## Taxonomie
De Corsicaanse boomklever lijkt sterk op de Canadese boomklever. De Canadese, Corsicaanse en Chinese boomklever werden wel gezien als relictpopulaties van dezelfde soort, de zwartkopboomklever. Volgens het fylogenetische soortbegrip zijn dit aparte soorten.

## Leefgebied
De vogel komt voor op Corsica (Frankrijk) in de dennenbossen van het centrale bergland, vooral rond de hoogste toppen zoals de Monte Cinto, Rotondo, Renoso en Incudine.

## Status
De Corsicaanse boomklever is een soort die voorkomt in oude dennenbossen met vooral Corsicaanse den (Pinus nigra laricio). Tussen 2000 en 2010 is veel van dit bos verloren gegaan door bosbranden en houtkap, waardoor de populatie met minstens 10% is achteruitgegaan. Herplant van bos heeft geen direct effect omdat de vogel aan oud bos gebonden is; daarom staat de vogel sinds 2010 als kwetsbaar op de internationale rode lijst.